# Distrito de Besikó
Besikó o Besigä en el idioma ngäbe es uno de los distritos que componen la comarca indígena de Ngäbe-Buglé, en Panamá.

## Descripción
El distrito posee un área de 752,2 km² y una población de 23.532 habitantes (censo de 2010), con una densidad demográfica de 31,28 hab/km². Se encuentra situado en la cordillera Central.

## Organización
El distrito de Besikó cuenta con los siguientes corregimientos:
- Soloy (Jebaygätde)(cabecera de distrito)
- Boca de Balsa (Kruningäde)
- Camarón Arriba
- Cerro Banco (Kruninäbti)
- Cerro Patena (Nwänanbäda)
- Emplanada de Chorcha
- Nämnoní
- Niba